# Всем встать (телесериал)
«Всем встать» (англ. All Rise) — американский драматический телесериал, премьера состоялась 23 сентября 2019 года на канале CBS. 22 октября 2019 года канал CBS заказал к первому сезону дополнительные эпизоды, общее количество серий стало 18.
29 сентября 2021 года стало известно о продлении сериала на третий сезон, на американском телеканале OWN. Финальные десять серий третьего сезона сериала стартуют к показу 16 сентября 2023 года.

## Сюжет
Посмотрите на личную и профессиональную жизнь судей, адвокатов, клерков, судебных приставов и полицейских, которые работают в здании суда округа Лос-Анджелес.

## В ролях

### Основной состав
- Симон Миссик — Лола Кармайкл
- Уилсон Бетел — Марк Каллан
- Марг Хелгенбергер — Лиза Беннер
- Джессика Камачо — Эмили Лопес
- Алекс Бринсон — Люк Уоткинс
- Линдсей Мендес — Сара Кастильо
- Рути Энн Майлз — Шерри Канский
- Линдси Горт — Эми Куинн (сезон 2)[5]
- Реджи Ли — Томас Чой (сезон 2), босс Марка[6]

### Второстепенный состав
- Саманта Мари Уэр — судебный клерк Ванесса «Несс» Джонсон (сезон 2)[7]
- Шалим Ортис — Хоакин Луна, молодой фотограф и политический активист, который пересекается с общественным защитником Эмили Лопес[7]

## Обзор сезонов
| Сезон | Сезон | Эпизоды | Дата показа      | Дата показа    | Рейтинг Нильсона | Рейтинг Нильсона       |
| Сезон | Сезон | Эпизоды | Премьера         | Финал          | Ранк             | Зрители США (миллионы) |
| ----- | ----- | ------- | ---------------- | -------------- | ---------------- | ---------------------- |
|       | 1     | 21      | 23 сентября 2019 | 4 мая 2020     | 42               | 7,64                   |
|       | 2     | 17      | 16 ноября 2020   | 24 мая 2021    | 46               | 5.69                   |
|       | 3     | 20      | 7 июня 2022      | 18 ноября 2023 | TBA              | TBA                    |

## Список эпизодов

### Сезон 1 (2019—2020)
| № общий | № в сезоне | Название                                                    | Режиссёр         | Автор сценария            | Дата премьеры    | Произв. код | Зрители в США (млн) |
| --- | ---------- | ----------------------------------------------------------- | ---------------- | ------------------------- | ---------------- | ----------- | ------------------- |
| 1 | 1          | «Pilot» «Пилот»                                             | Майкл Робин      | Грег Споттисвуд           | 23 сентября 2019 | 101         | 6.03                |
| Новая драма в здание суда, которая следует за хаотичной, обнадеживающей и иногда абсурдной жизнью судей, прокуроров и общественных защитников, поскольку они работают с судебными приставами, клерками и полицейскими, чтобы добиться справедливости для людей Лос-Анджелеса среди несовершенного юридического процесса. |            |                                                             |                  |                           |                  |             |                     |
| 2 | 2          | «A Long Day's Journey Into ICE» «Долгий день по пути в лед» | Майкл Робин      | Грегори Нельсон           | 30 сентября 2019 | 102         | 5.66                |
| Когда агент ICE преследует ответчика в зале суда Лолы, она должна отбиваться от него, определяя соответствующий приговор для преступника, нелегального иммигранта, чье преступление состояло в предупреждении людей о продуктовом магазине, продающем испорченные товары.                                                |            |                                                             |                  |                           |                  |             |                     |
| 3 | 3          | «Sweet Bird of Truth» «Сладкая птица правды»                | Энтони Хемингуэй | Итурри Соса & Сунил Наяр  | 7 октября 2019   | 103         | 5.27                |
| 4 | 4          | «A View from the Bus» «Вид из окна автобуса»                | Бронуэн Хьюз     | Аарон Картер              | 14 октября 2019  | 104         | 5.03                |
| 5 | 5          | «Devotees in the Courthouse of Love»                        | Майкл Робин      | Шернольд Эдвардс          | 21 октября 2019  | 105         | 5.44                |
| 6 | 6          | «Без ума от Лив» «Fool for Liv»                             | Стэйси К. Блэк   | Конвей Престон            | 28 октября 2019  | 106         | 5.49                |
| 7 | 7          | «Необычные женщины и матери» «Uncommon Women and Mothers»   | Пол Маккрейн     | Сунил Наяр                | 4 ноября 2019    | 107         | 5.11                |
| 8 | 8          | «Марисела и пустыня» «Maricela and the Desert»              | Шилин Чокси      | Меллори Велэскуес         | 18 ноября 2019   | 108         | 5.33                |
| 9 | 9          | «How to Succeed in Law Without Really Re-trying»            | Шерил Дунье      | Грегори Нелсон            | 25 ноября 2019   | 109         | 5.12                |
| 10 | 10         | «Dripsy»                                                    | Патрисия Кардосо | Сунил Наяр & Аарон Картер | 9 декабря 2019   | 110         | 5.30                |
| 11 | 11         | «The Joy from Oz»                                           | Неизвестно       | Неизвестно                | 16 декабря 2019  | 111         | 5.54                |
| 12 | 12         | «What the Constitution Greens to Me»                        | Неизвестно       | Неизвестно                | 6 января 2020    | 112         | 5.96                |
| 13 | 13         | «What the Bailiff Saw»                                      | Неизвестно       | Неизвестно                | 20 января 2020   | 113         | 5.81                |
| 14 | 14         | «Bye Bye Bernie»                                            | Неизвестно       | Неизвестно                | 3 февраля 2020   | 114         | 5.50                |
| 15 | 15         | «Prelude to a Fish»                                         | Неизвестно       | Неизвестно                | 10 февраля 2020  | 115         | 5.66                |
| 16 | 16         | «My Fair Lockdown»                                          | Неизвестно       | Неизвестно                | 17 февраля 2020  | 116         | 5.37                |
| 17 | 17         | «I Love You, You're Perfect, I Think»                       | Неизвестно       | Неизвестно                | 9 марта 2020     | 117         | 4.62                |
| 18 | 18         | «The Tale of Three Arraignments»                            | Неизвестно       | Неизвестно                | 16 марта 2020    | 118         | 5.80                |
| 19 | 19         | «In the Fights»                                             | Неизвестно       | Неизвестно                | 6 апреля 2020    | 119         | 6.10                |
| 20 | 20         | «Merrily We Ride Along»                                     | Неизвестно       | Неизвестно                | 13 апреля 2020   | 120         | 5.95                |
| 21 | 21         | «Dancing at Los Angeles»                                    | Неизвестно       | Неизвестно                | 4 мая 2020       | 121         | 5.09                |

### Сезон 2 (2020—2021)
| № общий | № в сезоне | Название                                   | Режиссёр       | Автор сценария          | Дата премьеры   | Произв. код | Зрители в США (млн) |
| --- | ---------- | ------------------------------------------ | -------------- | ----------------------- | --------------- | ----------- | ------------------- |
| 22 | 1          | «Перемены грядут» «A Change Is Gonna Come» | Майкл М. Робин | Денитрия Харрис-Лоуренс | 16 ноября 2020  | T13.22801   | 4.24                |
| Лола и Марк пытаются восстановить свою дружбу после того, как Марк стал свидетелем того, как Лолу задержали во время акции протеста, защищая девочку-подростка, на фоне обостряющейся стычки с полицией. |            |                                            |                |                         |                 |             |                     |
| 23 | 2          | «Держи голову выше» «Keep Ya Head Up»      | Эрика Уотсон   | Кимберли А. Харрисон    | 23 ноября 2020  | T13.22802   | 4.10                |
| Лолу могут попросить взять самоотвод после того, как просочится видеозапись ее задержания. Кроме того, Марк продолжает добиваться усиления преступления на почве ненависти в суде над Джесси, даже после того, как столкнулся с сопротивлением, и дело еще больше осложняется, когда Джесси подозревается в наличии медицинского заболевания. |            |                                            |                |                         |                 |             |                     |
| 24 | 3          | «Раздвижные полы» «Sliding Floors»         | Пит Чатмон     | Дамани Джонсон          | 30 ноября 2020  | T13.22803   | 4.25                |
| Председательствуя над делами Люка, Лола вынуждена признать свои собственные скрытые предубеждения и вступает в конфликт с судьей Беннером. В то время как муж Лолы, Робин, находится в Вашингтоне, она размышляет о материнстве в одиночку и ведет односторонний разговор с ребенком, растущим у нее в животе. Кроме того, Марк подумывает о возобновлении старого расследования, которое вызывает трения между ним и Эми. |            |                                            |                |                         |                 |             |                     |
| 25 | 4          | «Плохие удары» «Bad Beat»                  | Пол Маккрейн   | Грегори Нелсон          | 7 декабря 2020  | T13.22804   | 4.22                |
| Когда муж Лолы, Робин, появляется в зале суда в своем официальном качестве ФБР, Беннер настаивает, чтобы Лола взяла самоотвод. Кроме того, Марк Каллан, обладая досье взрывоопасных улик в перестрелке с участием офицера, нанимает Сэма, чтобы тот помог ему выяснить, что с ними делать. |            |                                            |                |                         |                 |             |                     |
| 26 | 5          | «The Perils of the Plea»                   | Неизвестно     | Неизвестно              | 14 декабря 2020 | T13.22805   | 4.13                |
| Когда праздники опускаются на зал правосудия, Лола начинает свой первый суд присяжных в эпоху коронавируса. Кроме того, Марк углубляется в свое дело против полицейского. |            |                                            |                |                         |                 |             |                     |
| 27 | 6          | «Bounceback»                               | Неизвестно     | Неизвестно              | 4 января 2021   | T13.22806   | 4.73                |
| Это новый год, и ребенок Лолы должен родиться со дня на день. Она узнает, что присяжные собирались вынести вердикт "невиновен" по делу, в котором она оказала давление на подсудимого Леона Парсонса, чтобы он согласился на сделку о признании вины, заставив ее решить, оставить ли признание в силе и защитить свою репутацию или раскрыть то, что она знает Леона. Кроме того, Марк ведет интенсивные переговоры с окружным прокурором Луисом Браво о том, как и когда арестовать заместителя шерифа Рашеля и предъявить ему обвинение в покушении на убийство, когда Марк становится жертвой наглого нападения с ножом. |            |                                            |                |                         |                 |             |                     |
| 28 | 7          | «Almost The Meteor»                        | Неизвестно     | Неизвестно              | 25 января 2021  | T13.22807   | 4.24                |
| 29 | 8          | «Bette Davis Eyes»                         | Неизвестно     | Неизвестно              | 8 февраля 2021  | TBA         | 4.05                |
| 30 | 9          | «Safe to Fall»                             | Неизвестно     | Неизвестно              | 22 февраля 2021 | TBA         | 4.14                |
| 31 | 10         | «Georgia»                                  | Неизвестно     | Неизвестно              | 15 марта 2021   | T13.22810   | 4.16                |
| 32 | 11         | «Forgive Us Our Trespasses»                | Неизвестно     | Неизвестно              | 12 апреля 2021  | T13.22811   | 3.86                |
| 33 | 12         | «Chasing Waterfalls»                       | Неизвестно     | Неизвестно              | 19 апреля 2021  | T13.22812   | 3.22                |
| 34 | 13         | «Love's Illusions»                         | Неизвестно     | Неизвестно              | 26 апреля 2021  | T13.22813   | 3.53                |
| 35 | 14         | «Caught Up in Circles»                     | Неизвестно     | Неизвестно              | 3 мая 2021      | T13.22814   | 3.63                |
| 36 | 15         | «Hear My Voice»                            | Неизвестно     | Неизвестно              | 10 мая 2021     | T13.22815   | 3.63                |
| 37 | 16         | «Leap of Faith»                            | Неизвестно     | Неизвестно              | 17 мая 2021     | T13.22816   | 3.82                |
| 38 | 17         | «Yeet»                                     | Неизвестно     | Неизвестно              | 24 мая 2021     | T13.22817   | 3.30                |

### Сезон 3 (2022)
| № общий | № в сезоне | Название | Режиссёр | Автор сценария | Дата премьеры | Произв. код | Зрители в США (млн) |
| ------- | ---------- | -------- | -------- | -------------- | ------------- | ----------- | ------------------- |

## Производство

### Разработка
6 мая 2020 телеканал CBS продлил телесериал на второй сезон. Премьера второго сезона состоится 16 ноября 2020 года.
15 мая 2021 года телеканал CBS закрыл телесериал после двух сезонов.